# Hiltrud Kier

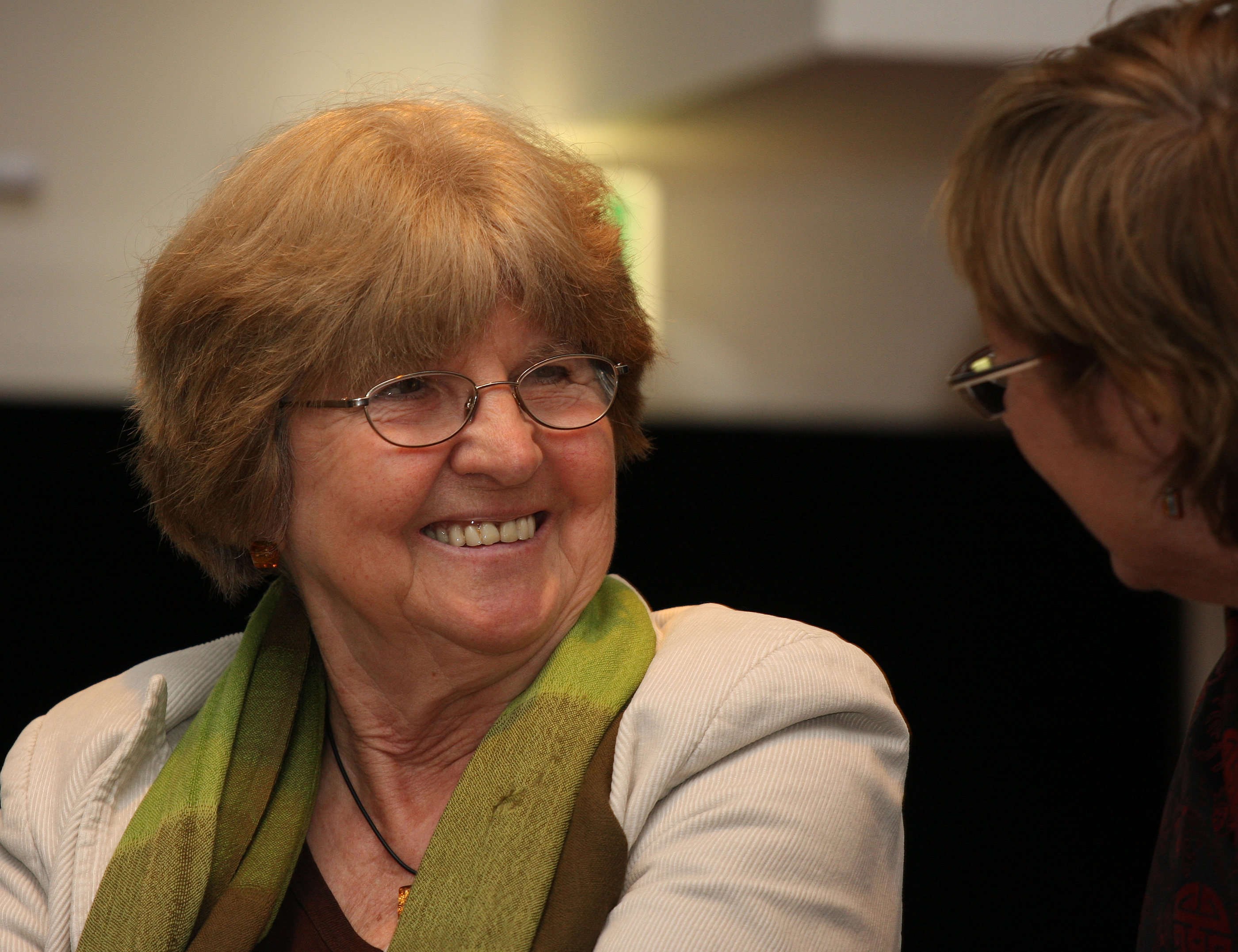
Hiltrud Kier (2010).

Hiltrud Kier z domu Arnetzl (ur. 30 czerwca 1937 w Grazu) – austriacka historyk sztuki, wykładowca akademicki, była miejska konserwator zabytków w Kolonii i była dyrektor generalna muzeów miejskich w tymże mieście; popularyzatorka ochrony zabytków daleko poza granicami Kolonii, zaangażowana w tematykę budowli lat 50. XX w.; do największych jej dokonań należy zachowanie i odbudowa wielkich kościołów romańskich z okazji Roku Kościołów Romańskich 1985.

## Sylwetka
W 1955 zdała maturę w Grazu. Po studiach w Londynie podjęła studia z historii sztuki z elementami muzykologii i archeologii klasycznej w Wiedniu (1956-1959) i w Kolonii (1959-1968), gdzie w 1968 obroniła rozprawę doktorską (nt. Der mittelalterliche Schmuckfußböden pod opieką prof. Heinza Ladendorfa). 
Po wolontariacie u Krajowego Konserwatora Zabytków Nadrenii w Bonn nastąpiły stypendia fundacji Fritz Thyssen Stiftung na temat Nowego Miasta w Kolonii (1973–1976), projekt badawczy w Deutsche Forschungsgemeinschaft, jak i umowa o dzieło z miastem Kolonia (1976–1978) na rzecz ewidencji miejskich budynków godnych zachowania, późniejszego rejestru zabytków dla miasta Kolonia. W 1975 razem ze Związkiem Niemieckich Historyków Sztuki zorganizowała konferencję "Die Kunst, unsere Städte zu erhalten" w Kolonii. 
12 lat od 1 sierpnia 1978 do 30 listopada 1990 – konserwator zabytków w Kolonii. Pod koniec 1990 zastąpiła Hugo Borgera na stanowisku dyrektora generalnego muzeów miasta Kolonia (do 1993). Jednocześnie od 1980 do 1993 przewodnicząca Grupy Roboczej Ochrona Zabytków (Arbeitskreis Denkmalschutz) przy Związku Miast Nadrenii Północnej-Westfalii. 
Od 1988 profesor nadzwyczajny Reńskim Uniwersytecie Fryderyka Wilhelma w Bonn. Od 1988 do 1997 aktywna członki zarządu Związku Niemieckich Historyków Sztuki (Verband Deutscher Kunsthistoriker), członkini zarządu Forum Architektury Nadrenii (Architekturforum Rheinland) (2002–2008), jak i członki zarządu Förderverein Romanische Kirchen Köln. 
Hiltrud Kier jest żoną muzykologa Herfrida Kiera oraz matką czworga dzieci. Mieszka w Zülpich.

## Nagrody i odznaczenia
- 1982: Odznaka Honorowa Związku Architektów i Inżynierów w Kolonii (Architekten- und Ingenieur-Vereins Köln)
- 1983: Order Zasługi Republiki Federalnej Niemiec za zasługi na rzecz ochrony zabytków
- 2013: Rheinlandtaler des Landschaftsverbandes Rheinland (LVR)[2]

## Publikacje (wybór)
- Der mittelalterliche Schmuckfußboden. (= Die Kunstdenkmäler des Rheinlands, Beiheft 14.) Düsseldorf 1970.
- Bürgerbauten der Gründerzeit in der Kölner Neustadt. Köln 1973.
- Die Kölner Neustadt. (= Arbeitshefte des Landeskonservators Rheinland, Nr. 8.) Bonn 1974.
- Schmuckfußböden in Renaissance und Barock. 1976.
- (jako wydawca): Die Kunst, unsere Städte zu erhalten. 1976.
- Die Kölner Neustadt.(= Beiträge zu den Bau- und Kunstdenkmälern im Rheinland, Band 23.) Düsseldorf 1978.
- Denkmälerverzeichnis Köln-Altstadt und Deutz. (= Arbeitshefte des Landeskonservators Rheinland, Nr. 12.1.) Köln 1979.
- (jako wydawca): Reclam-Führer Köln. 1980.
- razem z Ulrichem Kringsem: Der Kranz der romanischen Kirchen in Köln. Köln 1980. / 2. Auflage, 1982.
- Köln entdecken. Die großen romanischen Kirchen, 1983; 5., komplett überarbeitete Auflage 1993
- (razem z Ulrichem Kringsem): Die romanischen Kirchen. Von den Anfängen bis zum Zweiten Weltkrieg. (= Stadtspuren. Denkmäler in Köln, Band 1.) Köln 1984.
- (razem z Wolframem Hagspielem i Ulrichem Kringsem): Köln. Architektur der 50er Jahre. 1986.
- (razem z Werner Schäfke): Die Kölner Ringe. Geschichte und Glanz einer Straße. 1987. / 2. Auflage, 1994.
- (herausgegeben gemeinsam mit C. Körber-Leupold und Sven Schütte): Archäologie in Köln. Das archäologische Jahr 1991. (= Archäologie in Köln, Band 1.) Greven Verlag, Köln 1992, ISSN 0943-3635.
- Architektur der 50er Jahre. Bauten des Gerling-Konzerns in Köln. 1994.
- Gotik in Köln. 1997.
- (als Herausgeberin): Architektur der 30er/40er Jahre in Köln. Köln 1999.
- Kirchen in Köln. 2000.
- Kleine Kunstgeschichte Kölns. 2001.
- (razem z Ute Chibidziura): Romanische Kirchen in Köln und ihr historisches Umfeld. J. P. Bachem, Köln 2004. (Fotografien von Georg Esch)
- St. Maria vom Frieden, Köln. (= Schnell Kunstführer, Nr. 2601.) Verlag Schnell + Steiner, Regensburg 2005, ISBN 3-7954-6567-2.
- Rekonstruktionen - ein neuer Baustil? Das Komische in der Kunstgeschichte und Denkmalpflege. In: Roland Kanz (Hrsg.): Das Komische in der Kunst. Böhlau-Verlag, Köln / Weimar / Wien 2007, ISBN 978-3-412-07206-3, S. 281ff.
- Reclams Städteführer Köln. Reclam, Stuttgart 2008, ISBN 978-3-15-018564-3.